# Перепелиця Петро Петрович
Петро Петрович Перепели́ця (нар. 9 лютого 1917, Петроград — пом. 2004) — український театрознавець.

## Біографія
Народився 21 січня (9 лютого) 1917 року в місті Петрограді (тепер Санкт-Петербург, Росія). 1941 року закінчив Київський університет.
Помер у 2004 році.

## Праці
Автор
- наукових коментарів  до 6-ти томного видання творів М. Кропивницького (1958—1960);
- впорядкування та вступні статті до видань:
  - М. Л. Кропивницький. «Збірник статей, спогадів, матеріалів» (1955), «Український водевіль. Збірник» (1965);
  - О. Г. Кисіль. «Український театр» (1968, у співавторстві);
  - Я. А. Мамонтов. «Театральна публіцистика» (1968);
  - М. М. Синельников. «Спогади»  (1975);
  - Г. К. Крижицький. «Випереджаючи час» (1984);
  - О. В. Смирнова-Іскандер. «Театральна Україна 20-х років» (1984), «Спогади про Марка Кропивницького» (1990, у співавторстві);
- комплектів листівок «Діячі українського театру» (1976, 1982);

Інсценізував роман Панаса Мирного «Повія» (1956, вистава йшла у театрах України).

## Нагороди
Нагороджений орденом Вітчизняної війни 2 ступеня (6 квітня 1985), медаллю «За бойові заслуги» (1 травня 1945).